# Georginio Wijnaldum
Pour les articles homonymes, voir Wijnaldum.
Georginio Wijnaldum, né le 11 novembre 1990 à Rotterdam aux Pays-Bas, est un footballeur international néerlandais qui évolue au poste de milieu central à Al-Ettifaq FC. 
Wijnaldum est formé au Sparta Rotterdam avant de filer vers le club rival de Feyenoord. Après un record de précocité en Eredivise et quatre saisons, il rejoint le PSV Eindhoven. Le jeune joueur confirme rapidement son talent et rejoint la sélection néerlandaise. Ses performances en coupes d’Europe, mais aussi sa participation à la Coupe du monde 2014, attirent les plus grands clubs européens. Il rejoint finalement le Newcastle United FC en Premier League. Au bout d’une saison chez les Magpies, marquée par une relégation, il signe au Liverpool FC.
Wijnaldum commence sa carrière en tant que milieu offensif. Au fil des années, il recule peu à peu sur le terrain, pouvant jouer en tant que relayeur ou devant la défense. C'est lors de son passage à Liverpool qu'il devient un véritable milieu polyvalent jouant à tous les postes du milieu de terrain. Il finit 26e au classement du Ballon d'or pour l'année 2019.
En 2021, il quitte librement Liverpool et rejoint le Paris Saint-Germain. Deux ans plus tard, il quitte l'Europe en signer en faveur de l'Arabie Saoudite dans le club de Al-Ettifaq FC

## Carrière

### Jeunesse et formation
Originaire du Suriname, Georginio Wijnaldum naît le 11 novembre 1990 à Rotterdam aux Pays-Bas. Son frère Giliano, son demi-frère Rajiv van la Parra et son cousin, Royston Drenthe deviennent aussi footballeur professionnel.
Georginio commence le football au Sparta Rotterdam.
Wijnaldum rejoint ensuite le club rival de Feyenoord.

### Débuts au Feyenoord Rotterdam (2006-2011)
Avec le Feyenoord Rotterdam, en avril 2007, Georginio Wijnaldum fait ses débuts en professionnel à seize ans, un record pour le club et dans tous les Pays-Bas.
En 2008-2009, il dispute la quasi-intégralité du championnat néerlandais avec 33 titularisations.
Lors de la 25e journée de la saison 2010-2011 avec Feyenoord Rotterdam, Georginio réalise une performance de haut vol puisqu'il inscrit le premier quadruplé de sa carrière face à l'équipe du FC Groningen (victoire 5-1). Après quatre saisons à Rotterdam, Wijnaldum rejoint le PSV Eindhoven en 2011. Transféré pour cinq millions d’euros, il découvre la Ligue des champions et la sélection nationale.

### Confirmation au PSV puis Newcastle (2011-2016)
En 2011, Georginio Wijnaldum s'engage avec le PSV Eindhoven pour 5 millions d'euros. Il commence sa saison idéalement et confirme les espoirs de son pays qui est derrière lui. Il joue le plus souvent en position de milieu offensif et marque autant de buts qu'il en faut pour satisfaire son club. À la fin de la saison, Il connaît les quarts de finale de Ligue Europa, une Coupe KNVB et marque 8 buts en championnats, 2 en coupe nationale et 4 en Ligue Europa.
Il commence la saison 2012/2013 après avoir été sélectionné en été. Il se montre très efficace et confirme son talent. Il marque de plus en plus souvent et impressionne de plus en plus. Il devient titulaire indiscutable de son équipe. Quand la saison est terminée, de nombreux clubs s'intéressent au jeune phénomène. Après avoir marqué 20 buts toutes compétitions confondues en 45 matchs (14 en championnat, 1 en coupe, 4 en Ligue Europa et 1 en supercoupe), le club reçoit des offres mais les décline toutes.
La saison 2013-2014 s'annonce différente des autres grâce à une participation à la Ligue des champions. Mais l'aventure s’arrêtera dès la phase de poules où Wijnaldum joue 4 matchs sur 6 possibles. En championnat il marque plus rarement mais réalise de bonnes performances. Il se blesse en milieu de saison et rate une grande partie de la saison mais pourra tout de même participer à la Coupe du monde 2014. Cette saison ne sera pas la plus mémorable de sa carrière, gâchée par une blessure grave. Il compte 4 buts seulement à la fin de la saison en 15 matchs.
Le 11 juillet 2015, il s'engage en faveur de Newcastle United. Le 9 août 2015, il marque son premier but avec les Magpies face à Southampton lors de la première journée de Premier League (match nul 2-2). Le 18 octobre 2015, Wijnaldum marque son premier quadruplé avec Newcastle, à l'occasion d'un match de Premier League face à Norwich City (victoire 6-2). À l'issue de la saison 2015-2016, son club est relégué en Championship, la 2e division anglaise.

### Liverpool FC (2016-2021)

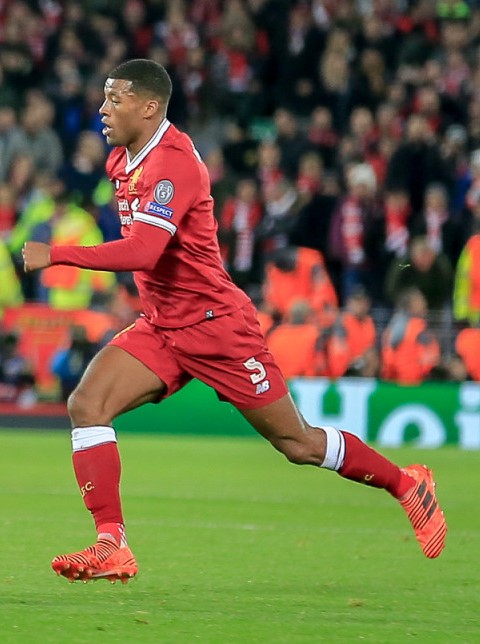
Wijnaldum avec Liverpool en 2018.

Le 22 juillet 2016, Georginio Wijnaldum est recruté par Jürgen Klopp et signe un contrat de cinq ans en faveur du Liverpool Football Club. Le 6 novembre 2016, il inscrit son premier but avec les Reds, à Anfield dans le temps additionnel, contre Watford lors de la onzième journée de championnat (victoire 6-1). Attaquant depuis le début de sa carrière, Wijnaldum se voit repositionné, avec succès, au poste de milieu relayeur par son entraîneur Jürgen Klopp.
Lors de l'été 2018, Fabinho et Naby Keïta, deux concurrents directs, sont recrutés pour 105 millions d'euros. Pour autant, Wijnaldum est le milieu le plus utilisé par Jürgen Klopp cette saison 2018-2019. Lors de la demi-finale aller de Ligue des champions 2018-2019 chez le FC Barcelone, Jugen Klopp fait jouer le Néerlandais en attaquant de pointe, remplaçant Roberto Firmino, blessé. Georginio et son équipe passent à côté du match, perdu 3-0. Wijnaldum participe ensuite au retournement de situation lors du match retour. Le 7 mai 2019, entré en court de jeu, il inscrit deux buts en deux minutes (4-0),. Il devient le deuxième joueur à marquer deux buts en étant remplaçant dans cette compétition[réf. nécessaire]. Il remporte par la suite la Ligue des champions en battant Tottenham en finale (2-0).
En août 2019, Wijnaldum joue son premier Community Shield face à Manchester City. Après un match nul où les équipes se neutralisent (1-1), le milieu rate son tir au but et City remporte le trophée. Le 2 décembre 2019, après une saison durant laquelle Wijnaldum s'est révélé, il finit 26e au classement du Ballon d'or 2019. Au terme de cette saison 2019-2020, En 2020, le Néerlandais et Liverpool s’offrent le trophée de champion d’Angleterre.
Au terme de l'exercice 2020-2021, Wijnaldum conclut sa septième saison consécutive à au moins quarante matches disputés en club.

### Paris Saint-Germain (2021-2023)
En fin de contrat avec Liverpool et malgré un accord avec le FC Barcelone, Wijnaldum rejoint le Paris Saint-Germain début juin 2021 pour une période de trois ans avec un salaire avoisinant les 9,5 millions d'euros par an ,.

#### Prêt à l'AS Roma (2022-2023)
Le 5 août 2022, il est prêté pour une durée d'une saison avec une option d'achat à l'AS Roma. Deux semaines plus tard, il subit une fracture du tibia droit durant un entraînement.

### Al-Ettifaq FC (2023-)
Écarté de l'équipe première du Paris Saint-Germain, Georginio Wijnaldum s'engage le 2 septembre 2023 avec Al-Ettifaq FC pour trois saisons.

### En équipe nationale
Avec les moins de 17 ans, Wijnaldum participe au championnat d'Europe des moins de 17 ans en 2007. Lors de cette compétition organisée en Belgique, il joue quatre matchs. Les Pays-Bas se classent sixième du tournoi, en étant battus par l'Allemagne lors du match pour la cinquième place.
Avec les espoirs, Wijnaldum se met en évidence en étant l'auteur d'un doublé lors d'une rencontre amicale face à la Norvège, en mars 2013. Quelques semaines plus tard, il participe au championnat d'Europe espoirs 2013 organisé en Israël. Lors de cette compétition, il joue quatre matchs. Il marque deux buts en phase de poule, contre l'Allemagne et la Russie. Les Pays-Bas s'inclinent en demi-finale face à l'Italie.
Wijnaldum reçoit sa première sélection avec l'équipe des Pays-Bas lors de la saison 2011-2012. Il marque son premier but en Orange le 2 septembre 2011, lors d'un match comptant pour les éliminatoires de l'Euro 2012, face à Saint-Marin (victoire 11-0).
En 2014, Georginio Wijnaldum est sélectionné pour participer à la Coupe du monde 2014. Wijnaldum dispute les sept matchs des Pays-Bas, titularisé à cinq reprises par Louis van Gaal. Les Pays-Bas terminent troisième de la compétition, derrière l'Argentine et l'Allemagne. Georginio marque un but face au Brésil, pays organisateur de la compétition (victoire 3-0).
En octobre 2018, lors de la rencontre du Pays-Bas face à l'Allemagne en Ligue des nations, Wijnaldum inscrit un but dans le temps additionnel et contribue à un succès 3-0. L'équipe parvient en finale de la compétition mais s'incline contre le Portugal en juin 2019 (1-0).
Le 13 octobre 2019, il inscrit son premier doublé avec les Pays-Bas, contre la Biélorussie. Par la suite, le 19 novembre 2019, il marque son premier triplé, contre l'Estonie, match où il officie pour la toute première fois comme capitaine. Ces deux rencontres rentrent dans le cadre des éliminatoires de l'Euro 2020. 
Lors du championnat d'Europe 2020, organisé en juin 2021 à cause de la pandémie de Covid-19 , il officie comme capitaine de la sélection. Il marque en phase de poule un but contre l'Ukraine, puis un doublé contre la Macédoine du Nord. Les Pays-Bas s'inclinent en huitième de finale face à la Tchéquie.
Le 29 mai 2024, il figure dans la liste des 26 joueurs néerlandais retenus par Ronald Koeman pour participer à l'Euro 2024. 

## Style de jeu
Formé comme attaquant, Georginio Wijnaldum devient un milieu de terrain polyvalent. Dans sa carrière, il évolue aux dix postes de champ. En novembre 2018, il déclare « On a essayé de m'enlever l'idée que j'étais un milieu. Des tonnes de coachs m'ont dit "Tu dois te focaliser à devenir ailier, parce que c'est là que tu as le plus de potentiel" ». Et ajout cela pour justifier ses performances : « Cela t'aide à comprendre le jeu parce que tu le vois depuis différentes positions. Tu peux te mettre dans la tête de plus de joueurs [sur le terrain] et tu peux en aider plus également parce que tu sais ce qu'ils doivent réaliser ».
À l'intersaison 2016, Jürgen Klopp dit le suivre depuis qu'il est jeune, impressionné par sa versatilité et « sa capacité à jouer à très haut niveau dans différentes positions ». Attaquant de formation, il est repositionné au poste de milieu relayeur par Klopp. Un choix payant puisqu’il est l’un des principaux artisans des succès de Liverpool à la fin des années 2010.

## Statistiques

### Statistiques détaillées
Au terme de l'exercice 2020-2021, Wijnaldum reste sur sept saisons consécutives à au moins quarante matches disputés en club.
| Saison                | Club                  | Championnat           | Championnat | Championnat | Championnat | Coupe nationale | Coupe nationale | Coupe nationale | Coupe de la Ligue | Coupe de la Ligue | Coupe de la Ligue | Supercoupe | Supercoupe | Supercoupe | Compétition(s) continentale(s) | Compétition(s) continentale(s) | Compétition(s) continentale(s) | Compétition(s) continentale(s) | Autres compétitions | Autres compétitions | Autres compétitions | Autres compétitions | Total | Total | Total |
| Saison                | Club                  | Division              | M.          | B.          | P.d.        | M.              | B.              | P.d.            | M.                | B.                | P.d.              | M.         | B.         | P.d.       | Comp.                          | M.                             | B.                             | P.d.                           | Comp.               | M.                  | B.                  | P.d.                | M.    | B.    | P.d.  |
| 2006-2007             | Feyenoord             | Eredivisie            | 3           | 0           | 0           | 0               | 0               | 0               | -                 | -                 | -                 | -          | -          | -          | -                              | -                              | -                              | -                              | -                   | -                   | -                   | -                   | 3     | 0     | 0     |
| 2007-2008             | Feyenoord             | Eredivisie            | 10          | 1           | 0           | 2               | 0               | 0               | -                 | -                 | -                 | -          | -          | -          | -                              | -                              | -                              | -                              | -                   | -                   | -                   | -                   | 12    | 1     | 0     |
| 2008-2009             | Feyenoord             | Eredivisie            | 33          | 4           | 5           | 3               | 0               | 3               | -                 | -                 | -                 | 1          | 0          | 0          | C3                             | 6                              | 1                              | 0                              | PO                  | 2                   | 0                   | 0                   | 45    | 5     | 8     |
| 2009-2010             | Feyenoord             | Eredivisie            | 31          | 4           | 2           | 7               | 1               | 0               | -                 | -                 | -                 | -          | -          | -          | -                              | -                              | -                              | -                              | -                   | -                   | -                   | -                   | 38    | 5     | 2     |
| 2010-2011             | Feyenoord             | Eredivisie            | 34          | 14          | 1           | 1               | 0               | 0               | -                 | -                 | -                 | -          | -          | -          | C3                             | 2                              | 0                              | 0                              | -                   | -                   | -                   | -                   | 37    | 14    | 1     |
| Sous-total            | Sous-total            | Sous-total            | 111         | 23          | 8           | 13              | 1               | 3               | -                 | -                 | -                 | 1          | 0          | 0          | -                              | 8                              | 1                              | 0                              | -                   | 2                   | 0                   | 0                   | 135   | 25    | 11    |
| 2011-2012             | PSV Eindhoven         | Eredivisie            | 32          | 8           | 7           | 6               | 2               | 1               | -                 | -                 | -                 | -          | -          | -          | C3                             | 12                             | 4                              | 1                              | -                   | -                   | -                   | -                   | 50    | 14    | 9     |
| 2012-2013             | PSV Eindhoven         | Eredivisie            | 33          | 14          | 4           | 6               | 1               | 3               | -                 | -                 | -                 | 1          | 1          | 0          | C3                             | 5                              | 4                              | 0                              | -                   | -                   | -                   | -                   | 45    | 20    | 7     |
| 2013-2014             | PSV Eindhoven         | Eredivisie            | 11          | 4           | 0           | 0               | 0               | 0               | -                 | -                 | -                 | -          | -          | -          | C1+C3                          | 4                              | 0                              | 0                              | -                   | -                   | -                   | -                   | 15    | 4     | 0     |
| 2014-2015             | PSV Eindhoven         | Eredivisie            | 33          | 14          | 3           | 3               | 2               | 1               | -                 | -                 | -                 | -          | -          | -          | C3                             | 8                              | 2                              | 0                              | -                   | -                   | -                   | -                   | 44    | 18    | 4     |
| Sous-total            | Sous-total            | Sous-total            | 109         | 40          | 14          | 15              | 5               | 5               | -                 | -                 | -                 | 1          | 1          | 0          | -                              | 29                             | 10                             | 1                              | -                   | -                   | -                   | -                   | 154   | 56    | 20    |
| 2015-2016             | Newcastle United      | PL                    | 38          | 11          | 5           | 1               | 0               | 0               | 1                 | 0                 | 0                 | -          | -          | -          | -                              | -                              | -                              | -                              | -                   | -                   | -                   | -                   | 40    | 11    | 5     |
| 2016-2017             | Liverpool FC          | PL                    | 36          | 6           | 9           | 1               | 0               | 0               | 5                 | 0                 | 2                 | -          | -          | -          | -                              | -                              | -                              | -                              | -                   | -                   | -                   | -                   | 42    | 6     | 11    |
| 2017-2018             | Liverpool FC          | PL                    | 33          | 1           | 2           | 2               | 0               | 0               | 1                 | 0                 | 0                 | -          | -          | -          | C1                             | 14                             | 1                              | 2                              | -                   | -                   | -                   | -                   | 50    | 2     | 4     |
| 2018-2019             | Liverpool FC          | PL                    | 35          | 3           | 0           | 0               | 0               | 0               | 0                 | 0                 | 0                 | -          | -          | -          | C1                             | 12                             | 2                              | 0                              | -                   | -                   | -                   | -                   | 47    | 5     | 0     |
| 2019-2020             | Liverpool FC          | PL                    | 37          | 4           | 0           | 0               | 0               | 0               | 0                 | 0                 | 0                 | 1          | 0          | 0          | C1                             | 8                              | 2                              | 0                              | SU                  | 1                   | 0                   | 0                   | 47    | 6     | 0     |
| 2020-2021             | Liverpool FC          | PL                    | 38          | 2           | 0           | 2               | 1               | 0               | 1                 | 0                 | 0                 | 1          | 0          | 0          | C1                             | 9                              | 0                              | 0                              | -                   | -                   | -                   | -                   | 51    | 3     | 0     |
| Sous-total            | Sous-total            | Sous-total            | 179         | 17          | 11          | 5               | 1               | 0               | 7                 | 0                 | 2                 | 2          | 0          | 0          | -                              | 43                             | 4                              | 2                              | -                   | 1                   | 0                   | 0                   | 237   | 22    | 15    |
| 2021-2022             | Paris Saint-Germain   | Ligue 1               | 31          | 1           | 3           | 1               | 0               | 0               | -                 | -                 | -                 | 1          | 0          | 0          | C1                             | 5                              | 2                              | 0                              | -                   | -                   | -                   | -                   | 38    | 3     | 3     |
| 2022-2023             | AS Rome (prêt)        | Serie A               | 13          | 2           | 0           | -               | -               | -               | -                 | -                 | -                 | -          | -          | -          | C3                             | 9                              | 0                              | 0                              | -                   | -                   | -                   | -                   | 22    | 2     | 0     |
| Total sur la carrière | Total sur la carrière | Total sur la carrière | 471         | 94          | 41          | 35              | 7               | 8               | 8                 | 0                 | 2                 | 5          | 1          | 0          | -                              | 94                             | 17                             | 3                              | -                   | 3                   | 0                   | 0                   | 616   | 119   | 54    |

### En sélection
| Saison                | Sélection             | Phases finales              | Phases finales | Phases finales | Phases finales | Éliminatoires | Éliminatoires | Éliminatoires | Matchs amicaux | Matchs amicaux | Matchs amicaux | Total | Total | Total |
| Saison                | Sélection             | Compétition                 | M              | B              | Pd             | M             | B             | Pd            | M              | B              | Pd             | M     | B     | Pd    |
| --------------------- | --------------------- | --------------------------- | -------------- | -------------- | -------------- | ------------- | ------------- | ------------- | -------------- | -------------- | -------------- | ----- | ----- | ----- |
| 2010-2011             | Pays-Bas              | -                           | -              | -              | -              | -             | -             | -             | 0              | 0              | 0              | 0     | 0     | 0     |
| 2011-2012             | Pays-Bas              | Euro 2012                   | -              | -              | -              | 1             | 1             | 0             | 1              | 0              | 0              | 2     | 1     | 0     |
| 2012-2013             | Pays-Bas              | -                           | -              | -              | -              | -             | -             | -             | -              | -              | -              | 0     | 0     | 0     |
| 2013-2014             | Pays-Bas              | Coupe du monde 2014         | 7              | 1              | 0              | -             | -             | -             | 3              | 0              | 0              | 10    | 1     | 0     |
| 2014-2015             | Pays-Bas              | -                           | -              | -              | -              | 4             | 1             | 1             | 4              | 0              | 0              | 8     | 1     | 1     |
| 2015-2016             | Pays-Bas              | -                           | -              | -              | -              | 4             | 1             | 0             | 6              | 2              | 0              | 10    | 3     | 0     |
| 2016-2017             | Pays-Bas              | -                           | -              | -              | -              | 6             | 1             | 0             | 4              | 0              | 1              | 10    | 1     | 1     |
| 2017-2018             | Pays-Bas              | -                           | -              | -              | -              | 4             | 0             | 0             | 4              | 0              | 0              | 8     | 0     | 0     |
| 2018-2019             | Pays-Bas              | Ligue des nations           | 6              | 2              | 0              | 2             | 1             | 1             | 1              | 0              | 0              | 9     | 3     | 1     |
| 2019-2020             | Pays-Bas              | -                           | -              | -              | -              | 5             | 7             | 1             | -              | -              | -              | 5     | 7     | 1     |
| 2020-2021             | Pays-Bas              | Ligue des nations+Euro 2020 | 6+4            | 3+3            | 0+0            | 3             | 1             | 1             | 4              | 0              | 1              | 17    | 7     | 2     |
| 2021-2022             | Pays-Bas              | -                           | -              | -              | -              | 6             | 1             | 1             | 1              | 0              | 0              | 7     | 1     | 1     |
| 2022-2023             | Pays-Bas              | Ligue des nations 2022-2023 | 2              | 1              | 0              | 2             | 0             | 0             | -              | -              | -              | 4     | 1     | 0     |
| Total sur la carrière | Total sur la carrière | Total sur la carrière       | 25             | 10             | 0              | 37            | 14            | 5             | 28             | 3              | 2              | 90    | 27    | 7     |

### Buts en sélection
| Buts en sélection de Georginio Wijnaldum | Buts en sélection de Georginio Wijnaldum | Buts en sélection de Georginio Wijnaldum | Buts en sélection de Georginio Wijnaldum | Buts en sélection de Georginio Wijnaldum | Buts en sélection de Georginio Wijnaldum | Buts en sélection de Georginio Wijnaldum | Buts en sélection de Georginio Wijnaldum |
|                                          | Date                                     | Lieu                                     | Lieu                                     | Adversaire                               | Résultat                                 | Compétition                              | Notes                                    |
| ---------------------------------------- | ---------------------------------------- | ---------------------------------------- | ---------------------------------------- | ---------------------------------------- | ---------------------------------------- | ---------------------------------------- | ---------------------------------------- |
| 1.                                       | 2 septembre 2011                         | Dom.                                     | Philips Stadion, Eindhoven, Pays-Bas     | Saint-Marin                              | 11-0                                     | Éliminatoires Euro 2012                  |                                          |
| 2.                                       | 12 juillet 2014                          | Neu.                                     | Estádio Mané Garrincha, Brasilia, Brésil | Brésil                                   | 0-3                                      | Coupe du monde 2014                      |                                          |
| 3.                                       | 12 juin 2015                             | Ext.                                     | Skonto Stadion, Riga, Lettonie           | Lettonie                                 | 0-2                                      | Éliminatoires Euro 2016                  |                                          |
| 4.                                       | 10 octobre 2015                          | Ext.                                     | Astana Arena, Astana, Kazakhstan         | Kazakhstan                               | 1-2                                      | Éliminatoires Euro 2016                  |                                          |
| 5.                                       | 1er juin 2016                            | Ext.                                     | Stade Energa, Gdansk, Pologne            | Pologne                                  | 1-2                                      | Match amical                             |                                          |
| 6.                                       | 4 juin 2016                              | Ext.                                     | Ernst Happel Stadium, Vienne, Autriche   | Autriche                                 | 0-2                                      | Match amical                             |                                          |
| 7.                                       | 1er septembre 2016                       | Dom.                                     | Philips Stadion, Eindhoven, Pays-Bas     | Grèce                                    | 1-2                                      | Match amical                             |                                          |
| 8.                                       | 9 juin 2017                              | Dom.                                     | De Kuip, Rotterdam, Pays-Bas             | Luxembourg                               | 5-0                                      | Éliminatoire Mondial 2018                |                                          |
| 9.                                       | 13 octobre 2018                          | Dom.                                     | Amsterdam Arena, Amsterdam, Pays-Bas     | Allemagne                                | 3-0                                      | Ligue des Nations de l'UEFA 2019         |                                          |
| 10.                                      | 16 novembre 2018                         | Dom.                                     | De Kuip, Rotterdam, Pays-Bas             | France                                   | 2-0                                      | Ligue des Nations de l'UEFA 2019         |                                          |
| 11.                                      | 21 mars 2019                             | Dom.                                     | De Kuip, Rotterdam, Pays-Bas             | Biélorussie                              | 4-0                                      | Éliminatoire Euro 2020                   |                                          |
| 12.                                      | 6 juin 2019                              | Ext.                                     | Volksparkstadion, Hambourg, Allemagne    | Allemagne                                | 2-4                                      | Éliminatoire Euro 2020                   |                                          |
| 13.                                      | 9 juin 2019                              | Ext.                                     | A. Le Coq Arena, Talinn, Estonie         | Estonie                                  | 0-4                                      | Éliminatoire Euro 2020                   |                                          |
| 14.                                      | 13 octobre 2019                          | Ext.                                     | Dinamo Stadion, Minsk, Biélorussie       | Biélorussie                              | 1-2                                      | Éliminatoire Euro 2020                   |                                          |
| 15.                                      | 13 octobre 2019                          | Ext.                                     | Dinamo Stadion, Minsk, Biélorussie       | Biélorussie                              | 1-2                                      | Éliminatoire Euro 2020                   |                                          |

## Palmarès

### Club
| Feyenoord (1)                              | PSV Eindhoven (2)                                                                          | Liverpool FC (4) | Paris Saint-Germain FC (1)                                                                     | AS Roma (0)                          |
| ------------------------------------------ | ------------------------------------------------------------------------------------------ | --- | ---------------------------------------------------------------------------------------------- | ------------------------------------ |
| - Coupe des Pays-Bas : - Vainqueur en 2008 | - Championnat des Pays-Bas : - Champion en 2015 - Coupe des Pays-Bas : - Vainqueur en 2012 | - Ligue des champions : - Vainqueur en 2019 - Finaliste en 2018 - Supercoupe de l'UEFA : - Vainqueur en 2019 - Coupe du monde des clubs : - Vainqueur : 2019 - Championnat d'Angleterre : - Champion : 2020 - Community Shield : - Finaliste en 2019 et 2020 | - Championnat de France (1) : - Champion en 2022 - Trophée des champions : - Finaliste en 2021 | - Ligue Europa : - Finaliste en 2023 |

### Sélection
| Pays-Bas                                                                         |
| -------------------------------------------------------------------------------- |
| - Coupe du monde : - Troisième en 2014 - Ligue des nations : - Finaliste en 2019 |

### Personnel
Wijnaldum termine à la 26e place au classement du Ballon d’Or 2019 décerné le 2 décembre 2019 à Lionel Messi.